# Orophea diepenhorstii
Orophea diepenhorstii là loài thực vật có hoa thuộc họ Na. Loài này được (Teijsm. & Binnend.) SCHEFFER mô tả khoa học đầu tiên năm 1869.